# Список держав Стародавнього світу
До списку держав Стародавнього світу віднесено держави, що існували у період від найдавніших часів до 476 року н. е. (занепад Західної Римської імперії), що в Європі традиційно вважається кінцем Стародавнього світу і початком Середньовіччя.
Список відсортований у алфавітному порядку.

## А
| Назва                | Час існування                  | Карта | Територія | Столиця                                                                              | Форма правління     | Мова                                                  | Релігія                           |
| -------------------- | ------------------------------ | ----- | --- | ------------------------------------------------------------------------------------ | ------------------- | ----------------------------------------------------- | --------------------------------- |
| Адіабена             | II ст. до н. е. — III ст н. е. |       | Ірак | Арбіл                                                                                | Монархія            | вірменська, давньогрецька , давньоперська , сирійська | юдаїзм, зороастризм, християнство |
| Аккад                | бл. 2316 — бл. 2150 до н. е.   |       | Ірак Іран Сирія Туреччина | Аккад                                                                                | монархія            | аккадська                                             | Шумеро-аккадський політеїзм       |
| Аксумське царство    | I — VII століття               |       | Ємен Судан Еритрея Ефіопія | Аксум                                                                                | монархія            | ґеез                                                  | християнство                      |
| Аласія               | II тис. до н. е.               |       | Кіпр | Аласія                                                                               | монархія            | етеокіпрська                                          | політеїзм                         |
| Алва                 | IV — VI століття               |       | Судан | Соба                                                                                 | монархія            | давньонубійська                                       | християнство                      |
| Аммон                | бл. 1020 — бл. 100 до н. е.    |       | Йорданія | Амман                                                                                | монархія            | аммонітська                                           | західносемітський політеїзм       |
| Амурру               | бл. 1400 — бл. 1200 до н. е.   |       | Ліван Сирія | Цумур                                                                                | монархія            | аморейська                                            | західносемітський політеїзм       |
| Анурадхапура         | 377 до н. е. — 1017 н. е.      |       | Шрі-Ланка | Анурадхапура                                                                         | монархія            | сингальська                                           | буддизм                           |
| Арам                 | бл. 945 — 733 до н. е.         |       | Сирія | Дамаск                                                                               | монархія            | арамейська                                            | західносемітський політеїзм       |
| Арвад                | II тис. — 332 до н. е.         |       | Сирія | Арвад                                                                                | монархія            | фінікійська                                           | фінікійський політеїзм            |
| Аргос                | II тис. — 146 до н. е.         |       | Греція | Аргос                                                                                | монархія            | давньогрецька                                         | давньогрецька релігія             |
| Ассирія              | бл. 24 ст. — 609 до н. е.      |       | Єгипет Ізраїль Ірак Іран Кіпр Ліван Сирія Туреччина                                                                                    | Ашшур (бл. 24 — бл. 8/7 ст. до н. е.) Ніневія (бл. 8/7 ст. до н. е.) — 609 до н. е.) | монархія            | аккадська                                             | шумеро-аккадський політеїзм       |
| Атропатена           | 328 до н. е. — 224 н. е.       |       | Іран | Ганзак                                                                               | монархія            | мідійська                                             | зороастризм політеїзм             |
| Аулак                | 257 — 207 до н. е.             |       | В'єтнам | Колоа                                                                                | монархія            | юе                                                    | традиційні вірування              |
| Аусан                | I тис. до н. е.                |       | Ємен | Місвар                                                                               | монархія            | арабська                                              | арабський політеїзм               |
| Афіни                | XVI ст. — 146 до н. е.         |       | Греція | Афіни                                                                                | афінська демократія | давньогрецька                                         | давньогрецька релігія             |
| Ахеменідська імперія | 550 — 330 до н. е.             |       | Азербайджан Вірменія Афганістан Греція Єгипет Ізраїль Йорданія Ірак Іран Кувейт Ліван Пакистан Сирія Туркменістан Туреччина Узбекистан | Вавилон Пасаргади Персеполь Сузи Екбатана                                            | монархія            | давньоперська                                         | зороастризм                       |

## Б
| Назва                 | Час існування            | Карта | Територія                          | Столиця                                        | Форма правління | Мова                | Релігія                            |
| --------------------- | ------------------------ | ----- | ---------------------------------- | ---------------------------------------------- | --------------- | ------------------- | ---------------------------------- |
| Баакуль               | V — VIII століття        |       | Мексика                            | Паленке                                        | монархія        | класична маянська   | маянський політеїзм                |
| Бапном (Фунань)       | I — IV століття          |       | В'єтнам Камбоджа М'янма Таїланд    | Вадх'япура                                     | монархія        | кхмерська           | індуїзм                            |
| Боспорська держава    | 480 до н. е. — 370 н. е. |       | Росія Україна                      | Пантікапей                                     | монархія        | давньогрецька       | давньогрецька релігія              |
| Королівство бургундів | 411 — 534                |       | Німеччина Італія Франція Швейцарія | Борбертомагус (411 — 437) Лугдунум (443 — 534) | монархія        | бургундська, латина | германський політеїзм християнство |

## В
| Назва                                         | Час існування                             | Карта | Територія | Столиця | Форма правління | Мова                     | Релігія                                                                   |
| --------------------------------------------- | ----------------------------------------- | ----- | --- | --- | --------------- | ------------------------ | ------------------------------------------------------------------------- |
| Вавилонія                                     | 1894 — 729 до н. е.                       |       | Ірак | Вавилон | монархія        | аккадська                | Шумеро-аккадський політеїзм                                               |
| Королівство вандалів і аланів                 | 439 — 534                                 |       | Алжир Іспанія Італія Лівія Мальта Марокко Туніс Франція | Карфаген | монархія        | готська, аланська, койне | германський політеїзм християнство                                        |
| Ванланг                                       | VII ст. — 257 до н. е.                    |       | В'єтнам | Фонгтяу | монархія        | юе                       | традиційні вірування                                                      |
| Вей (рання)                                   | 220 — 265                                 |       | Північна Корея КНР | Лоян | монархія        | давньокитайська          | даосизм, конфуціанство                                                    |
| Вей (Чжаньго)                                 | 403 — 225 до н. е. 209 — 207 год до н. е. |       | КНР | Аньї (403 — 361 до н. е.) Далян (361 — 221 до н. е.) | монархія        | давньокитайська          | давньокитайський політеїзм                                                |
| Вей (Чуньцю)                                  | 11 ст. — 209 до н. е.                     |       | КНР | Чжаоге | монархія        | давньокитайська          | давньокитайський політеїзм                                                |
| Велика Вірменія                               | 189 до н. е. — 428 н. э.                  |       | Азербайджан Вірменія Грузія Ізраїль Ірак Іран Ліван Сирія Туреччина | Єрвандашат (189 до н. е. — 176 до н. е.) Арташат (176 — 77 до н. е.) (60 до н. е. — 120) Тигранакерт (77 — 60 до н. е.) Вагаршапат (120 — 330) Двін (336 — 420) | монархія        | вірменська               | вірменський політеїзм (189 до н. е. — 301 н. е.) християнство (301 — 428) |
| Верхній Єгипет                                | бл. 3000 до н. е.                         |       | Єгипет | Нехен | монархія        | єгипетська               | давньоєгипетська релігія                                                  |
| Королівство вестготів                         | 418 — 711                                 |       | Андорра Іспанія Португалія Франція | Тулуза (418 — 507) Нарбонна (507 — 531) Барселона (531 — 567) Толедо (567 — 711)                                                                                | монархія        | готська, латина          | германський політеїзм християнство                                        |
| Візантій                                      | VII століття — 74 до н. е.                |       | Туреччина | Візантій | монархія        | давньогрецька            | давньогрецька релігія                                                     |
| Візантійська імперія (Східна Римська імперія) | 395 — 1204 1261 — 1453                    |       | Албанія Алжир Болгарія Боснія і Герцеговина Ватикан Греція Грузія Єгипет Ізраїль Йорданія Іспанія Італія Кіпр Ліван Лівія Північна Македонія Мальта Марокко Португалія Сан-Марино Сербія Сирія Словенія Туніс, Туреччина Україна Хорватія Чорногорія Швейцарія | Константинополь | монархія        | візантійська, латина     | християнство                                                              |
| Віфінія                                       | 435 — 74 до н. е.                         |       | Туреччина | Нікомедія | монархія        | давньогрецька            | давньогрецька релігія                                                     |

## Г
| Назва                     | Час існування                              | Карта | Територія | Столиця                                                      | Форма правління | Мова                       | Релігія                                       |
| ------------------------- | ------------------------------------------ | ----- | --- | ------------------------------------------------------------ | --------------- | -------------------------- | --------------------------------------------- |
| Галатія                   | 280 — 183 до н. е. 166 до н. е. — 25 н. е. |       | Туреччина | Анкара                                                       | монархія        | галатська, давньогрецька   | давньогрецька релігія, кельтський політеїзм   |
| Галльська імперія         | 260 — 274                                  |       | Іспанія Бельгія Велика Британія Німеччина Іспанія Італія Люксембург Монако Нідерланди Франція Швейцарія         | Колонія Агриппіна (260 — 271) Августа Треверорум (271 — 274) | монархія        | латина                     | давньоримська релігія                         |
| Гарамантида               | XI століття до н. е. — 669 н. е.           |       | Лівія | Гарама                                                       | монархія        | давньолівійська            | традиційні вірування                          |
| Гассанідська держава      | 220 — 638                                  |       | Йорданія Саудівська Аравія                                                                                      | Джабія                                                       | монархія        | арабська                   | арабський політеїзм християнство              |
| Гвінед                    | поч. V століття — 1282                     |       | Велика Британія                                                                                                 | Дегануї                                                      | монархія        | валлійська                 | християнство                                  |
| Гела                      | 690 — 282 до н. е.                         |       | Італія | Гела                                                         | монархія        | давньогрецька              | давньогрецька релігія                         |
| Королівство гепідів       | 454 — 567                                  |       | Угорщина Румунія                                                                                                | Сирмій                                                       | монархія        | готська, латина            | германский політеїзм християнство             |
| Греко-Бактрійське царство | 256 — 125 до н. е.                         |       | Афганістан Іран Киргизстан Таджикистан Пакистан Узбекистан                                                      | Бактри                                                       | монархія        | бактрійська, давньогрецька | буддизм, греко-буддизм, давньогрецька релігія |
| Імперія гунів             | 370 — 469                                  |       | Австрія Білорусь Угорщина Німеччина Литва Молдова Польща Росія Румунія Сербія Словаччина Україна Хорватія Чехія | ?                                                            | монархія        | гунська                    | тенгріанство                                  |
| Імперія Гуптів            | III — VI століття                          |       | Бангладеш Індія Непал Пакистан                                                                                  | Паталіпутра                                                  | монархія        | санскрит                   | буддизм, джайнізм, індуїзм                    |

## Д
| Назва    | Час існування                       | Карта | Територія                                        | Столиця       | Форма правління | Мова                      | Релігія               |
| -------- | ----------------------------------- | ----- | ------------------------------------------------ | ------------- | --------------- | ------------------------- | --------------------- |
| Дай      | 3 століття — 376                    |       | КНР                                              | Шенгл         | монархія        | давньокитайська           | конфуціанство         |
| Дакія    | I століття — 106                    |       | Болгарія Угорщина Молдова Румунія Сербія Україна | Сармізегетуза | монархія        | дакська                   | політеїзм             |
| Дарданія | 4 ст. — 168 до н. е.                |       | Сербія                                           | ?             | монархія        | дарданська                | політеїзм             |
| Даюань   | III століття до н. е. — V ст. н. е. |       | Киргизстан Таджикистан Узбекистан                | Ерші          | ?               | давньогрецька, согдійська | давньогрецька релігія |
| Діаоха   | 12 — 8 століття до н. е.            |       | Грузія Туреччина                                 | Олту          | монархія        | пракартвельська           | грузинський політеїзм |
| Дуань    | бл. 250 — 325/338                   |       | КНР                                              | ?             | монархія        | давньокитайська           | конфуціанство         |
| Думнонія | бл. 290 — 710                       |       | Велика Британія                                  | Каер-Віск     | монархія        | корнська                  | християнство          |

## Е
| Назва             | Час існування                     | Карта | Територія                                                                             | Столиця                  | Форма правління                                            | Мова          | Релігія                     |
| ----------------- | --------------------------------- | ----- | ------------------------------------------------------------------------------------- | ------------------------ | ---------------------------------------------------------- | ------------- | --------------------------- |
| Ебла              | сер. III тис. — бл. 2300 до н. е. |       | Сирія                                                                                 | Ебла                     | монархія                                                   | еблаїтська    | західносемітський політеїзм |
| Ебрук             | 383 — 580                         |       | Велика Британія                                                                       | Ебрук                    | монархія                                                   |               | християнство                |
| Елам              | поч. III тис. — 649 до н. е.      |       | Іран                                                                                  | Сузи                     | монархія                                                   | еламська      | шумеро-аккадський політеїзм |
| Епірське царство  | 5 ст. — 168 до н. е.              |       | Албанія Греція                                                                        | Пассарон Амбракія Фоеніс | монархія (до 231 до н. е.) республіка (231 — 168 до н. е.) | давньогрецька | давньогрецька релігія       |
| Етруський союз    | 7 ст. — 283 до н. е.              |       | Італія Франція                                                                        | —                        | конфедерація                                               | етруська      | етруський політеїзм         |
| Ефес              | 10 ст. — 334 до н. е.             |       | Туреччина                                                                             | Ефес                     | монархія республіка                                        | давньогрецька | давньогрецька релігія       |
| Держава ефталітів | сер. 5 століття — 567             |       | Афганістан Іран Казахстан Киргизстан КНР Пакистан Таджикистан Туркменістан Узбекистан | Кундуз                   | монархія                                                   | бактрійська   | буддизм, зороастризм        |

## Є
| Назва                | Час існування          | Карта | Територія                                      | Столиця                                                                                     | Форма правління | Мова       | Релігія               |
| -------------------- | ---------------------- | ----- | ---------------------------------------------- | ------------------------------------------------------------------------------------------- | --------------- | ---------- | --------------------- |
| Єрвандідське царство | 333 — бл. 200 до н. е. |       | Азербайджан Вірменія Ірак Іран Сирія Туреччина | Армавір (333 — кін. III ст. до н. е.) Єрвандашат (кін. III ст. до н. е. — бл. 200 до н. е.) | монархія        | вірменська | вірменський політеїзм |

## Ж
| Назва              | Час існування | Карта | Територія              | Столиця | Форма правління | Мова            | Релігія       |
| ------------------ | ------------- | ----- | ---------------------- | ------- | --------------- | --------------- | ------------- |
| Жань Вей           | 350 — 352     |       | КНР                    | Ечен    | монархія        | давньокитайська | конфуціанство |
| Жужанський каганат | 350 — 555     |       | Казахстан КНР Монголія | ?       | монархія        | жужанська       | тенгріанство  |

## З
| Назва                   | Час існування        | Карта | Територія | Столиця                                  | Форма правління | Мова            | Релігія               |
| ----------------------- | -------------------- | ----- | --- | ---------------------------------------- | --------------- | --------------- | --------------------- |
| Занкла                  | 8 ст. — 241 до н. е. |       | Італія | Занкла                                   | монархія        | давньогрецька   | давньогрецька релігія |
| Західна Лян             | 400 — 421            |       | КНР | Дуньхуан Цзюцюань                        | монархія        | давньокитайська | конфуціанство         |
| Західна Римська імперія | 395 — 476            |       | Австрія Алжир Андорра Бельгія Боснія і Герцеговина Ватикан Велика Британія Угорщина Німеччина Іспанія Італія Лівія Ліхтенштейн Люксембург Північна Македонія Мальта Марокко Монако Нідерланди Португалія Сан-Марино Словенія Туніс Туреччина Франція Хорватія Швейцарія | Медіолан (395 — 402) Равенна (402 — 476) | монархія        | латина          | християнство          |
| Західна Цінь            | 385 — 431            |       | КНР | Юншічуань                                | монархія        | давньокитайська | конфуціанство         |
| Західна Шу              | 405 — 413            |       | КНР | ?                                        | монархія        | давньокитайська | конфуціанство         |
| Західна Янь             | 384 — 394            |       | КНР | Чан'ань (385 — 386) Жанжі (386 — 394)    | монархія        | давньокитайська | конфуціанство         |
| Західні Кшатрапи        | 35 — 405             |       | Індія | Удджайн                                  | монархія        | санскрит        | буддизм індуїзм       |

## І
| Назва                   | Час існування                | Карта | Територія                                        | Столиця                       | Форма правління | Мова                           | Релігія                                                             |
| ----------------------- | ---------------------------- | ----- | ------------------------------------------------ | ----------------------------- | --------------- | ------------------------------ | ------------------------------------------------------------------- |
| Іберія                  | 299 до н. е. — 523 н. е.     |       | Азербайджан Вірменія Грузія Росія Туреччина      | Армазі Мцхета Тифліс          | монархія        | грузинська                     | грузинський політеїзм (до 317 року) християнство (після 317)        |
| Ідумея                  | 11 — 2 століття до н. е.     |       | Ізраїль Йорданія                                 | Петра                         | монархія        | едомітська                     | західносемітський політеїзм                                         |
| Ізраїльське царство     | 1020 — 928 до н. е.          |       | Ізраїль Йорданія Ліван                           | Гіва Маханаїм Хеврон Єрусалим | монархія        | давньоєврейська                | юдаїзм                                                              |
| Іллірія                 | 340 — 168 до н. е.           |       | Албанія Боснія і Герцеговина Хорватія Чорногорія | ?                             | монархія        | іллірійська                    | політеїзм                                                           |
| Індо-грецьке царство    | 180 до н. е. — 10 н. е.      |       | Афганістан Індія Іран Пакистан                   | Александрія Кавказька         | монархія        | давньогрецька, санскрит        | буддизм, греко-буддизм, давньогрецька релігія, зороастризм, індуїзм |
| Індо-парфянське царство | 12 до н. е. — бл. 100 н. е.  |       | Афганістан Індія Пакистан                        | Таксила                       | монархія        | парфянська, санскрит           | буддизм, зороастризм, індуїзм                                       |
| Індо-скіфське царство   | бл. 200 до н. е. — 400 н. е. |       | Афганістан Індія Пакистан                        | Таксила                       | монархія        | санскрит скіфо-сарматські мови | буддизм, зороастризм, індуїзм                                       |

## К
| Назва                  | Час існування                                                       | Карта | Територія                                                             | Столиця               | Форма правління                                                 | Мова                                            | Релігія                       |
| ---------------------- | ------------------------------------------------------------------- | ----- | --------------------------------------------------------------------- | --------------------- | --------------------------------------------------------------- | ----------------------------------------------- | ----------------------------- |
| Кавказька Албанія      | I століття до н. е. — 510 627 — 822/827                             |       | Азербайджан Росія                                                     | Кабала Партав         | монархія                                                        | агванська вірменська парфянська середньоперська | політеїзм                     |
| Кадамба                | 340 — 610                                                           |       | Індія                                                                 | Банавасі              | монархія                                                        | каннада санскрит                                | індуїзм                       |
| Калінга                | VII століття до н. е. — бл. 260 до н. е. бл. 220 — бл. 400 до н. е. |       | Індія                                                                 | Бхубанешвар           | монархія                                                        | орія                                            | джайнізм                      |
| Камарупа               | сер. IV — сер. VII століття                                         |       | Бангладеш Індія                                                       | Гувахаті, Тезпур      | монархія                                                        | санскрит                                        | буддизм, джайнізм, індуїзм    |
| Канульське царство     | 5 — 10 століття                                                     |       | Мексика                                                               | Калакмуль             | монархія                                                        | класична маянська                               | релігія мая                   |
| Каппадокійське царство | 331 до н. е. — 17 н. е.                                             |       | Туреччина                                                             | Мазака                | монархія                                                        | давньогрецька                                   | давньогрецька релігія         |
| Каркемиш               | бл. 1800 — 817                                                      |       | Туреччина Сирія                                                       | Каркемиш              | монархія                                                        | лувійська                                       | хеттський політеїзм           |
| Карфаген               | 814 — 146 до н. е.                                                  |       | Алжир Іспанія Італія Лівія Мальта Марокко Туніс Франція               | Карфаген              | монархія (до 308 року до н. е.) республіка (після 308 до н. е.) | пунічна, фінікійська                            | фінікійський політеїзм        |
| Катабан                | I тис. до н. е. — I ст. н. э. II століття                           |       | Ємен                                                                  | Тимна                 | монархія                                                        | катабанська                                     | арабський політеїзм           |
| Кент                   | бл. 446 — 871                                                       |       | Велика Британія                                                       | Кентербері            | монархія                                                        | давньоанглійська                                | християнство                  |
| Керма                  | бл. 2500 — бл. 1500 до н. е.                                        |       | Судан                                                                 | Керма                 | монархія                                                        | ?                                               | традиційні вірування          |
| Киренаїка              | 631 — 321 до н. е.                                                  |       | Лівія                                                                 | Кирена                | монархія (до 460 до н. е.) республіка                           | давньогрецька                                   | давньогрецька релігія         |
| Кіззуватна             | XVI — XIV століття до н. е.                                         |       | Туреччина                                                             | ?                     | монархія                                                        | хуритська                                       | хурритський політеїзм         |
| Кінда                  | 4 століття до н. е. — 6 століття н. е.                              |       | Саудівська Аравія                                                     | Гамр                  | монархія                                                        | арабська                                        | арабський політеїзм           |
| Кіш                    | бл. 3000 — 2316                                                     |       | Ірак                                                                  | Кіш                   | монархія                                                        | шумерська                                       | шумеро-аккадський політеїзм   |
| Кносс                  | поч. II тис. — XI століття до н. е.                                 |       | Греція                                                                | Кносс                 | монархія                                                        | етеокритська                                    | ?                             |
| Когурьо                | 37 до н. е. — 668 н. е.                                             |       | КНР Північна Корея Росія Південна Корея                               | Чольбон Кунне Пхеньян | монархія                                                        | когурьоська                                     | буддизм, мусок                |
| Колхіда                | 550 — 164 до н. е.                                                  |       | Грузія Росія Туреччина                                                | Фазис                 | монархія                                                        | колхідська                                      | політеїзм                     |
| Коммагена              | 163 до н. е. — 72 н. е.                                             |       | Туреччина                                                             | Самосата              | монархія                                                        | вірменська давньогрецька                        | давньогрецька релігія         |
| Коринф                 | VIII ст. — 146 до н. е.                                             |       | Греція                                                                | Коринф                | монархія (до 583 до н. е.) республіка                           | давньогрецька                                   | давньогрецька релігія         |
| Кочосон                | сер. I тис. — 108 до н. е.                                          |       | КНР Північна Корея                                                    | Вангомсон             | монархія                                                        | пуйо                                            | мусок                         |
| Кротон                 | 710 — 194 до н. е.                                                  |       | Італія                                                                | Кротон                | республіка                                                      | давньогрецька                                   | давньогрецька релігія         |
| Куми                   | 750 — 421 до н. е.                                                  |       | Італія                                                                | Куми                  | монархія                                                        | давньогрецька                                   | давньогрецька релігія         |
| Куш                    | бл. 780 до н. е. — бл. 350 н. е.                                    |       | Єгипет Судан                                                          | Мерое Напата          | монархія                                                        | мероїтська                                      | давньоєгипетська релігія      |
| Кушанська імперія      | I — III століття                                                    |       | Афганістан Індія Киргизстан КНР Непал Пакистан Таджикистан Узбекистан | Бактра                | монархія                                                        | бактрійська, санскрит                           | буддизм, зороастризм, індуїзм |

## Л
| Назва           | Час існування                           | Карта | Територія        | Столиця    | Форма правління | Мова            | Релігія                                               |
| --------------- | --------------------------------------- | ----- | ---------------- | ---------- | --------------- | --------------- | ----------------------------------------------------- |
| Лагаш           | бл. 2500 — 2104 до н. е.                |       | Ірак             | Лагаш      | монархія        | шумерська       | політеїзм                                             |
| Лазіка (Егрісі) | II — VII століття                       |       | Грузія Туреччина | Археополіс | монархія        | лазська         | політеїзм (до 319 року) християнство (після 317 року) |
| Лахміди         | [270]] — 611                            |       | Ірак             | Аль-Хіра   | монархія        | арабська        | арабський політеїзм                                   |
| Лідія           | XIII століття — 546 до н. е.            |       | Туреччина        | Сарди      | монархія        | лідійська       | політеїзм                                             |
| Лу              | XI століття — 255 до н. е./249 до н. е. |       | КНР              | Цюйфу      | монархія        | давньокитайська | політеїзм                                             |
| Лю Сун          | 420 — 479                               |       | В'єтнам КНР      | Цзянькан   | монархія        | давньокитайська | даосизм конфуціанство                                 |

## М
| Назва               | Час існування                                 | Карта | Територія | Столиця             | Форма правління                                                     | Мова              | Релігія                     |
| ------------------- | --------------------------------------------- | ----- | --- | ------------------- | ------------------------------------------------------------------- | ----------------- | --------------------------- |
| Мавретанія          | II століття — 33 до н. е.                     |       | Марокко | ?                   | монархія                                                            | берберські мови   | політеїзм                   |
| Маґадга             | 545 — 345 до н. е.                            |       | Бангладеш Індія | Раджгір Паталіпутра | монархія                                                            | санскрит          | буддизм, джайнізм, індуїзм  |
| Македонське царство | VIII століття — 146 до н. е.                  |       | Азербайджан Вірменія Албанія Афганістан Грузія Єгипет Ізраїль Йорданія Ірак Іран Кюрасао Північна Македонія Ліван Пакистан Сирія Туркменістан Туреччина Узбекистан | Пелла               | монархія                                                            | давньомакедонська | давньогрецька релігія       |
| Мала Вірменія       | IV — III століття до н. е.                    |       | Туреччина | Нікополіс           | монархія                                                            | вірменська        | вірменський політеїзм       |
| Манна               | 929 — бл. 550 до н. е.                        |       | Іран | Ізірта              | монархія                                                            | ?                 | політеїзм                   |
| Массалія            | бл. 600 — 49 до н. е.                         |       | Франція | Массалія            | республіка                                                          | давньогрецька     | давньогрецький політеїзм    |
| Імперія Маур'їв     | 320/317 — 187 до н. е.                        |       | Афганістан Бангладеш Індія Іран Непал Пакистан | Паталіпутра         | монархія                                                            | санскрит          | буддизм, джайнізм, індуїзм  |
| Мессенія            | XI століття — 727 до н. е. 369 — 146 до н. е. |       | Греція | Пілос Мессена       | монархія                                                            | давньогрецька     | давньогрецький політеїзм    |
| Мідія               | 670 — 550 до н. е.                            |       | Афганістан Ірак Іран Туркменістан Туреччина | Екбатана            | монархія                                                            | мідійська         | зороастризм                 |
| Мікени              | XVII ст. — 470 до н. е.                       |       | Греція | Мікени              | монархія                                                            | мікенська         | давньогрецька релігія       |
| Мілет               | X ст. — 334 до н. е.                          |       | Туреччина | Мілет               | монархія (X ст. — 480-і до н. е.) республіка (480-і — 334 до н. е.) | давньогрецька     | давньогрецька релігія       |
| Мінейське царство   | кін. II тис. — бл. I століття до н. е         |       | Ємен | Ясіль Карнаву       | монархіч                                                            | мінейська         | арабський політеїзм         |
| Мітанні             | бл. 1470 — бл. 1200 до н. е.                  |       | Ірак Сирія Туреччина | Вашшуканні          | монархія                                                            | хуритська         | хуритський політеїзм        |
| Моав                | I тисячоліття до н. е.                        |       | Ізраїль Йорданія | Дібон               | монархія                                                            | моавітська        | західносемітський політеїзм |
| Моче                | I — VIII століття                             |       | Перу | Моче                | монархія                                                            | мочіка            | політеїзм                   |
| Мукурра (Макурия)   | IV — VI століття                              |       | Єгипет Судан | Донгола             | монархія                                                            | давньонубійська   | християнство                |
| Мукіш               | бл. 1725 — бл. 1370 до н. е.                  |       | Сирія | Алалах              | монархія                                                            | аморейська        | західносемітський політеїзм |
| Мутуль              | I — IX століття                               |       | Гватемала | Тікаль              | монархія                                                            | класична маянська | релігія мая                 |

## Н
| Назва                                        | Час існування                | Карта | Територія                                                     | Столиця     | Форма правління | Мова                 | Релігія                    |
| -------------------------------------------- | ---------------------------- | ----- | ------------------------------------------------------------- | ----------- | --------------- | -------------------- | -------------------------- |
| Набатейське царство                          | 168 до н. е. — 106 н. е.     |       | Єгипет Ізраїль Йорданія Саудівська Аравія Сирія               | Петра       | монархія        | арабська набатейська | арабський політеїзм        |
| Намв'єт                                      | 207 — 111 до н. е.           |       | В'єтнам КНР                                                   | Ф'єннгунг   | монархія        | юе                   | традиційні вірування       |
| Нанда                                        | 345 — 320/317 до н. е.       |       | Бангладеш Індія Непал Пакистан                                | Паталіпутра | монархія        | санскрит             | буддизм, джайнізм, індуїзм |
| Нехенська конфедерація                       | бл. 3500 — бл. 3000 до н. е. |       | Єгипет                                                        | Нехен       | монархія        | єгипетська           | давньоєгипетська релігія   |
| Нижній Єгипет                                | кін. IV тисячоліття до н. е. |       | Єгипет                                                        | Буто        | монархія        | єгипетська           | давньоєгипетська релігія   |
| Нобатія                                      | V — VII століття             |       | Судан                                                         | Пахорас     | монархія        | давньонубійська      | християнство               |
| Нововавилонське царство (Халдейська імперія) | 625 — 539 до н. е.           |       | Ізраїль Йорданія Ірак Іран Кіпр Ліван Саудівська Аравія Сирія | Вавилон     | монархія        | аккадська            | політеїзм                  |
| Нубтська конфедерація                        | бл. 3500 — бл. 3000 до н. е. |       | Єгипет                                                        | Накада      | монархія        | єгипетська           | давньоєгипетська релігія   |
| Нумідія                                      | 202 — 46 до н. е.            |       | Алжир Лівія Туніс                                             | Цирта       | монархія        | нумідійська          | політеїзм                  |

## О
| Назва                                 | Час існування                             | Карта | Територія                         | Столиця   | Форма правління | Мова          | Релігія               |
| ------------------------------------- | ----------------------------------------- | ----- | --------------------------------- | --------- | --------------- | ------------- | --------------------- |
| Одриське царство (Фракійське царство) | бл. 450 до н. е. — 46 н. е.               |       | Болгарія Греція Румунія Туреччина | Севтополь | монархія        | фракійська    | фракійська релігія    |
| Ольвія                                | VI століття до н. е. — III століття н. е. |       | Україна                           | Ольвія    | олігархія       | давньогрецька | давньогрецька релігія |
| Осроена (Едеське царство)             | 132 до н. е. — 244 н. е.                  |       | Сирія Туреччина                   | Едеса     | монархія        | сирійська     | християнство          |

## П
| Назва                        | Час існування                        | Карта | Територія                                                                                 | Столиця                                                     | Форма правління | Мова                     | Релігія                                        |
| ---------------------------- | ------------------------------------ | ----- | ----------------------------------------------------------------------------------------- | ----------------------------------------------------------- | --------------- | ------------------------ | ---------------------------------------------- |
| Паллава                      | III століттяа — 880/895              |       | Індія                                                                                     | Канчіпурам                                                  | монархія        | тамільська санскрит      | індуїзм                                        |
| Пальмірське царство          | 260 — 273                            |       | Єгипет Ізраїль Йорданія Ліван Сирія Туреччина                                             | Пальміра                                                    | монархія        | латина                   | давньоримська релігія                          |
| Пандья                       | III століття до н. е. — 1310 н. е.   |       | Індія Шрі-Ланка                                                                           | Мадурай                                                     | монархія        | тамільська               | індуїзм                                        |
| Пан Пан (Дуньсунь)           | III — VII століття                   |       | Малайзія                                                                                  | ?                                                           | монархія        | санскрит                 | індуїзм                                        |
| Парфянське царство           | 250 до н. е. — 227 н. е.             |       | Азербайджан Афганістан Ірак Іран Кюрасао Пакистан Сирія Туркменістан Туреччина Узбекистан | Ктесифон Ніса Сузи Екбатана                                 | монархія        | парфянська               | зороастризм                                    |
| Пекче                        | 18 до н. е. — 663 н. е.              |       | Північна Корея Південна Корея [                                                           | Віресон Унджін Сабі                                         | монархія        | пекче                    | буддизм, мусок                                 |
| Пергамське царство           | 283 — 129 до н. е.                   |       | Туреччина                                                                                 | Пергам                                                      | монархія        | давньогрецька            | давньогрецька релігія                          |
| Південна Лян                 | 397 — 414                            |       | КНР                                                                                       | Лоду                                                        | монархія        | давньокитайська          | конфуціанство                                  |
| Південна Янь                 | 398 — 410                            |       | КНР                                                                                       | Хуатай Гангу                                                | монархія        | давньокитайська          | конфуціанство                                  |
| Північна Вей                 | 386 — 534                            |       | КНР                                                                                       | Шенгл Датун Лоян                                            | монархія        | середньокитайська        | даосизм конфуціанство                          |
| Північна Лян                 | 397 — 460                            |       | КНР                                                                                       | Цзянкан Чжан'є Гуцзан Цзюцуань Дуньхуан Шаньшань Гаочан     | монархія        | давньокитайська          | конфуціанство                                  |
| Північна Янь                 | 409 — 436                            |       | КНР                                                                                       | Лунчен                                                      | монархія        | давньокитайська          | конфуціанство                                  |
| Північно-Ізраїльське царство | 927 — 723 до н. е.                   |       | Ізраїль Йорданія Ліван                                                                    | Шхем Тірца Самарія                                          | монархія        | давньоєврейська          | юдаїзм                                         |
| Пізня Лян                    | 386 — 401/403                        |       | КНР                                                                                       | Гуцзан                                                      | монархія        | давньокитайська          | конфуціанство                                  |
| Пізня Цінь                   | 385 — 417                            |       | КНР                                                                                       | Сіань                                                       | монархія        | давньокитайська          | буддизм конфуціанство                          |
| Пізня Чжао                   | 318 — 350                            |       | КНР                                                                                       | Сінтай Ечен                                                 | монархія        | давньокитайська          | конфуціанство                                  |
| Пізня Янь                    | 384 — 409                            |       | КНР                                                                                       | Чжуншань Лончен                                             | монархія        | давньокитайська          | конфуціанство                                  |
| Повіс                        | бл. 435 — 1160                       |       | Велика Британія                                                                           | Кайр-Гурікон                                                | монархія        | валлійська               | християнство                                   |
| Понтійське царство           | 337 до н. е. — 64 н. е.              |       | Болгарія Греція Грузія Росія Туреччина Україна                                            | Амасья (337 — 183 до н. е.) Синоп (183 до н. е. — 64 н. е.) | монархія        | давньогрецька            | давньогрецька релігія                          |
| Держава Птолемеїв            | 305 — 30 до н. е.                    |       | Греція Єгипет Ізраїль Йорданія Кіпр Ліван Лівія Туреччина                                 | Александрія                                                 | монархія        | давньогрецька єгипетська | давньогрецька релігія давньоєгипетська релігія |
| Пуйо (Фуюй)                  | бл. IV століття до н. е. — 494 н. е. |       | КНР Північна Корея                                                                        | Нун'ань                                                     | монархія        | Пуйо                     | буддизм, мусок                                 |

## Р
| Назва              | Час існування           | Карта | Територія | Столиця                                                   | Форма правління                                               | Мова                 | Релігія                                                 |
| ------------------ | ----------------------- | ----- | --- | --------------------------------------------------------- | ------------------------------------------------------------- | -------------------- | ------------------------------------------------------- |
| Рання Вей          | 388 — 392               |       | КНР | Хуатай                                                    | монархія                                                      | давньокитайська      | конфуціанство                                           |
| Рання Лян          | 313 — 376               |       | КНР | Гуцзан                                                    | монархія                                                      | давньокитайська      | конфуціанство                                           |
| Рання Цінь         | 313 — 376               |       | КНР | Чан'ань                                                   | монархія                                                      | давньокитайська      | конфуціанство                                           |
| Рання Чжао         | 304 — 329               |       | КНР | Піньян Чан'ань                                            | монархія                                                      | давньокитайська      | конфуціанство                                           |
| Рання Янь          | 437 — 470               |       | КНР | Цзічен Лунчен Цзічен Ечен                                 | монархія                                                      | давньокитайська      | конфуціанство                                           |
| Регій              | бл. 720 — 270 до н. е.  |       | Італія | Регій                                                     | монархія (720 — 461 до н. е.) республіка (461 — 270 до н. е.) | давньогрецька        | давньогрецька релігія                                   |
| Римська імперія    | 27 до н. е. — 395 н. е. |       | Австрія Азербайджан Албанія Алжир Андорра Вірменія Бельгія Болгарія Боснія і Герцеговина Ватикан Велика Британія Угорщина Німеччина Греція Грузія Єгипет Ізраїль Йорданія Ірак Іспанія Італія Кіпр Ліван Лівія Ліхтенштейн Люксембург Північна Македонія Мальта Марокко Монако Нідерланди Португалія Росія Румунія Сан-Марино Сербія Сирія Словенія Туніс, Туреччина Україна Франція Хорватія Чорногорія Швейцарія | Рим (27 до н. t. — 330 н. t.) Константинополь (330 — 395) | монархія                                                      | латина давньогрецька | давньоримська релігія (до 380) християнство (після 380) |
| Римська республіка | 509 — 27 до н. е.       |       | Австрія Албанія Алжир Андорра Бельгія Боснія і Герцеговина Ватикан Німеччина Греція Ізраїль Йорданія Іспанія Італія Кіпр Ліван Лівія Ліхтенштейн Люксембург Північна Македонія Монако Нідерланди Португалія Сан-Марино Сербія Сирія Словенія Туніс, Туреччина Франція Хорватія Чорногорія Швейцарія | Рим                                                       | республіка                                                    | латина               | давньоримська релігія                                   |
| Римське царство    | 753 — 509 до н. е.      |       | Ватикан Італія | Рим                                                       | монархія                                                      | латина               | давньоримська релігія                                   |

## С
| Назва                  | Час існування                              | Карта | Територія | Столиця                                                        | Форма правління                                                                             | Мова            | Релігія                            |
| ---------------------- | ------------------------------------------ | ----- | --- | -------------------------------------------------------------- | ------------------------------------------------------------------------------------------- | --------------- | ---------------------------------- |
| Сабейське царство      | кін. II тис. до н. е. — кін. III ст. н. е. |       | Ємен | Маріб                                                          | монархія                                                                                    | сабейська       | політеїзм                          |
| Саламін                | бл. XIII ст. — 306 до н. е.                |       | Кіпр | Саламін                                                        | монархія                                                                                    | давньогрецька   | давньогрецька релігія              |
| Сасанідська імперія    | 227 — 651                                  |       | Азербайджан Вірменія Афганістан Бахрейн Грузія Єгипет Ізраїль Йорданія Ірак Іран Ємен Казахстан Катар Киргизстан Кюрасао Ліван ОАЕ Оман Пакистан Росія Саудівська Аравія Сирія Таджикистан Туркменістан Туреччина Узбекистан | Ктесіфон                                                       | монархія                                                                                    | середньоперська | зороастризм                        |
| Сатавахана             | 221/211 до н. е. — 224/249 н. е.           |       | Індія | Амараваті                                                      | монархія                                                                                    | телугу          | буддизм, джайнізм, індуїзм         |
| Королівство свевів     | 409 — 585                                  |       | Іспанія Португалія | Брага                                                          | монархія                                                                                    | латина          | германський політеїзм християнство |
| Держава Селевкідів     | 311 — 64 до н. е.                          |       | Азербайджан Вірменія Афганістан Ірак Іран Кюрасао Ліван Пакистан Сирія Туреччина | Селевкія Антіохія                                              | монархія                                                                                    | давньогрецька   | давньогрецька релігія              |
| Сидон                  | III тис. — 333 до н. е.                    |       | Ліван | Сидон                                                          | монархія                                                                                    | фінікійська     | фінікійська релігія                |
| Сиракузи               | 733 — 214 до н. е.                         |       | Італія | Сиракузи                                                       | монархія (733 — 466 до н. е.) республіка (466 — 405 до н. е.) монархія (405 — 214 до н. е.) | давньогрецька   | давньогрецька релігія              |
| Сілла                  | 57 до н. е. — 660 н. е.                    |       | Північна Корея Південна Корея | Кьонджу                                                        | монархія                                                                                    | сілла           | буддизм, мусок                     |
| Софенське царство      | бд. 260 — бл. 95 до н. е.                  |       | Сирія Туреччина | Аршамашат                                                      | монархія                                                                                    | вірменська      | вірменський політеїзм              |
| Спарта                 | бл. XII — 146 до н. е.                     |       | Греція | Спарта                                                         | олігархія                                                                                   | давньогрецька   | давньогрецька релігія              |
| Стародавній Єгипет     | бл. 3000 — 525 до н. е.                    |       | Єгипет Ізраїль Йорданія Ліван Сирія Судан | Мемфіс Гераклеополь Фіви Аваріс Ахетатон Пер-Рамсес Таніс Саїс | монархія                                                                                    | єгипетська      | давньоєгипетська релігія           |
| Стратклайд             | бл. 400 — бл. 1070                         |       | Велика Британія | Дін-Брітан                                                     | монархія                                                                                    | бриттська       | християнство                       |
| Суасонське королівство | 457 — 486                                  |       | Бельгія Німеччина Люксембург Франція | Новіодон                                                       | монархія                                                                                    | латина          | християнство                       |
| Сун                    | бл. XI ст. — 282 до н. е.                  |       | КНР | Шанцю                                                          | монархія                                                                                    | давньокитайська | давньокитайський політеїзм         |
| Ся                     | 407 — 431                                  |       | КНР | Тунван Шангай Пинлян                                           | монархія                                                                                    | давньокитайська | конфуцианство                      |
| Сяньбі                 | 155 — 235                                  |       | Казахстан КНР Монголія Росія | ?                                                              | монархія                                                                                    | сяньбійська     | тенгріанство                       |

## Т
| Назва                | Час існування                        | Карта | Територія         | Столиця              | Форма правління | Мова                 | Релігія                              |
| -------------------- | ------------------------------------ | ----- | ----------------- | -------------------- | --------------- | -------------------- | ------------------------------------ |
| Тарент               | 707 — 123 до н. е.                   |       | Італія            | Тарент               | республіка      | давньогрецька        | давньогрецька релігія                |
| Тартесс              | I тисячоліття до н. е.               |       | Іспанія           | ?                    | монархія        | тартессійська        | традиційні вірування                 |
| Тарума               | 358 — 733                            |       | Індонезія         | Сундапура            | монархія        | сунданська, санскрит | індуїзм                              |
| Теотіуакан           | I тис. до н. е. — VII століття н. е. |       | Мексика           | Теотіуакан           | монархія        | ?                    | політеїзм                            |
| Тінська конфедерація | бл. 3500 — бл. 3000 до н. е.         |       | Єгипет            | Тініс                | монархія        | єгипетська           | давньоєгипетська релігія             |
| Тір                  | III тис. — 332 до н. е.              |       | Ліван             | Тір                  | монархія        | фінікійська          | фінікійський політеїзм               |
| Тіуанако             | 125 — 1185                           |       | Болівія Перу Чилі | Тіуанако Пукарітампу | монархія        | пукіна               | політеїзм                            |
| Тогон                | 312 — 663                            |       | КНР               | ?                    | монархія        | ?                    | тенгріанство                         |
| Троя                 | III тис. — II тис. до н. е.          |       | Туреччина         | Троя                 | монархія        | ?                    | політеїзм                            |
| Королівство Тюрингія | 426 — 531                            |       | Німеччина         | Шейдунген            | монархія        | німецька             | германський політеїзм                |
| Чампа                | 192 — 1471                           |       | В'єтнам           | Індрапура Віджая     | монархія        | санскрит чамська     | буддизм індуїзм традиційні вірування |

## У
| Назва                    | Час існування                     | Карта | Територія                          | Столиця          | Форма правління | Мова            | Релігія                     |
| ------------------------ | --------------------------------- | ----- | ---------------------------------- | ---------------- | --------------- | --------------- | --------------------------- |
| У (епоха Тридержавності) | 222 — 280                         |       | В'єтнам КНР                        | Учан Цзяньє      | монархія        | давньокитайська | даосизм, конфуціанство      |
| У (Чуньцю) (Нго)         | бл. XI століття — 473 до н. е.    |       | КНР                                | У                | монархія        | давньокитайська | давньокитайська релігія     |
| Угарит                   | бл. XVIII ст. — бл. 1185 до н. е. |       | Сирія                              | Угарит           | монархія        | угаритська      | західносемітський політеїзм |
| Ур                       | бл. 2500 — 2112 до н. е.          |       | Ірак                               | Ур               | монархія        | шумерська       | Шумеро-аккадський політеїзм |
| Урарту                   | XIII — VI століття до н. е.       |       | Вірменія Ірак Іран Сирія Туреччина | Тушпа Русахінілі | монархія        | урартська       | релігія Урарту              |
| Урук                     | бл. 2600 — 2109/2104 до н. е.     |       | Ірак                               | Урук             | монархія        | шумерська       | Шумеро-аккадський політеїзм |
| Усунь                    | 177 — 7 до н. е.                  |       | Казахстан                          | Чугучен          | монархія        | давньотюркська  | тенгріанство                |

## Ф
| Назва                 | Час існування               | Карта | Територія | Столиця | Форма правління | Мова             | Релігія               |
| --------------------- | --------------------------- | ----- | --- | ------- | --------------- | ---------------- | --------------------- |
| Фіви                  | бл. VII ст. — 146 до н. е.  |       | Греція | Фіви    | олігархія       | давньогрецька    | давньогрецька релігія |
| Фінікія               | III тис. — 333 до н. е.     |       | Ліван | Тір     | монархія        | фінікійська      | фінікійська релігія   |
| Франкське королівство | III століття — 843          |       | Австрія Андорра Бельгія Німеччина Іспанія Італія Ліхтенштейн Люксембург Монако Нідерланди Сан-Марино Словенія Франція Хорватія Чехія Швейцарія | Ахен    | монархія        | франкська латина | християнство          |
| Фригія                | XIII — VI століття до н. е. |       | Туреччина | Гордіон | монархія        | фригійська       | політеїзм             |

## Х
| Назва                | Час існування                       | Карта | Територія                               | Столиця        | Форма правління | Мова                       | Релігія                                                  |
| -------------------- | ----------------------------------- | ----- | --------------------------------------- | -------------- | --------------- | -------------------------- | -------------------------------------------------------- |
| Хадрамаут            | поч. I тис. до н. е. — IV ст. н. е. |       | Ємен                                    | Шабва          | монархія        | арабська                   | арабський політеїзм                                      |
| Хань (імперія)       | 206 до н. е. — 220 н. е.            |       | КНР                                     | Чан'ань Лоян   | монархія        | давньокитайська            | буддизм даосизм давньокитайський політеїзм конфуціанство |
| Хань (царство)       | 403 — 230 до н. е.                  |       | КНР                                     | Юйжоу Сіньчжен | монархія        | давньокитайська            | давньокитайський політеїзм                               |
| Хасмонейське царство | 166 до н. е. — 70 н. е.             |       | Ізраїль Йорданія Ліван Сирія            | Єрусалим       | монархія        | арамейська давньоєврейська | юдаїзм                                                   |
| Хетське царство      | бл. 1740 — 1200 до н. е.            |       | Сирія Туреччина                         | Хаттуса        | монархія        | [[[хетська мова\|хетська]] | хетський політеїзм                                       |
| Хим'яр               | 110 до н. е. — 599 н. е.            |       | Ємен                                    | Зафар          | монархія        | хим'яритська               | арабський політеїзм                                      |
| Хунну                | 209 до н. е. — 46 н. е.             |       | Казахстан Киргизстан КНР Монголія Росія | ?              | монархія        | хунну                      | тенгріанство                                             |

## Ц
| Назва           | Час існування                                | Карта | Територія            | Столиця                | Форма правління | Мова            | Релігія                                               |
| --------------- | -------------------------------------------- | ----- | -------------------- | ---------------------- | --------------- | --------------- | ----------------------------------------------------- |
| Цай             | XI століття — 447 до н. е.                   |       | КНР                  | Шанцай                 | монархія        | давньокитайська | давньокитайська релігія                               |
| Цао             | бл. XI века — 487 до н. е.                   |       | КНР                  | Таокуй                 | монархія        | давньокитайська | давньокитайська релігія                               |
| Цзінь (імперія) | 265–420                                      |       | В'єтнам КНР Монголія | Лоян Цзянькан          | монархія        | давньокитайська | буддизм даосизм давньокитайська релігія конфуціанство |
| Цзінь (царство) | бл. X ст. — 376 до н. е.                     |       | КНР                  | Тан Ечен Цзян Сіньтянь | монархія        | давньокитайська | давньокитайська релігія                               |
| Ці              | бл. XI ст. — 221 до н. е. 209 — 203 до н. е. |       | КНР                  | Ліньцзи                | монархія        | давньокитайська | давньокитайська релігія                               |
| Цінь (імперія)  | 221 — 206 до н. е.                           |       | КНР                  | Сяньян                 | монархія        | давньокитайська | давньокитайська релігія                               |
| Цінь (царство)  | бл. IX ст. — 221 до н. е.                    |       | КНР                  | Сяньян                 | монархія        | давньокитайська | давньокитайська релігія                               |

## Ч
| Назва | Час існування                                     | Карта | Територія                                            | Столиця          | Форма правління | Мова            | Релігія                 |
| ----- | ------------------------------------------------- | ----- | ---------------------------------------------------- | ---------------- | --------------- | --------------- | ----------------------- |
| Чера  | III ст. до н. е. — 1102 н. е.                     |       | Індія                                                | Карур            | монархія        | тамільська      | індуїзм                 |
| Чжао  | 403 — 222 до н. е. 209 — 205 до н. е.             |       | КНР                                                  | Цзі              | монархія        | давньокитайська | давньокитайська релігія |
| Чжен  | 806 — 375 до н. е.                                |       | КНР                                                  | Хуасянь Цзіньшуй | монархія        | давньокитайська | давньокитайська релігія |
| Чжоу  | бл. 1027 — 249 до н. е.                           |       | КНР                                                  | Хао Лоян         | монархія        | давньокитайська | давньокитайська релігія |
| Чола  | бл. III століття до н. е. — 1279 н. е.            |       | Індія Індонезія Малайзія Мальдіви Сінгапур Шрі-Ланка | Танджавур        | монархія        | тамільська      | буддизм, індуїзм        |
| Чоучі | II — VI століття                                  |       | КНР                                                  | Лічін            | монархія        | давньокитайська | конфуціанство           |
| Чу    | бл. XI століття — 223 до н. е. 209 — 205 до н. е. |       | КНР                                                  | Ін               | монархія        | давньокитайська | давньокитайська релігія |
| Чен   | 304 — 347                                         |       | КНР                                                  | Ченду            | монархія        | давньокитайська | давньокитайська релігія |
| Чень  | бл. XI ст. — 479 до н. е.                         |       | КНР                                                  | Хуаян            | монархія        | давньокитайська | давньокитайська релігія |

## Ш
| Назва                    | Час існування                     | Карта | Територія             | Столиця     | Форма правління | Мова              | Релігія                    |
| ------------------------ | --------------------------------- | ----- | --------------------- | ----------- | --------------- | ----------------- | -------------------------- |
| Шан                      | 1562 — 1027 до н. е.              |       | КНР                   | Їньсюй      | монархія        | давньокитайська   | давньокитайська релігія    |
| Шу (царство)             | 220 — 265                         |       | КНР                   | Ченду       | монархія        | давньокитайська   | даосизм, конфуціанство     |
| Шу (Чжоу)                | XI століття — 316 до н. е.        |       | КНР                   | Ченду       | монархія        | давньокитайська   | давньокитайська релігія    |
| Шукуупське царство       | V — IX століття                   |       | Гватемала Гондурас    | Копан       | монархія        | класична маянська | релігія мая                |
| Шумеро-аккадське царство | бл. 2112 до н. е. — 1997 до н. е. |       | Ірак                  | Ур          | монархія        | шумерська         | шумеро-аккадська релігія   |
| Шунга                    | 187 — 75 до н. е.                 |       | Бангладеш Індія Непал | Паталіпутра | монархія        | санскрит          | буддизм, джайнізм, індуїзм |

## Ю
| Назва            | Час існування             | Карта | Територія | Столиця  | Форма правління | Мова                | Релігія                 |
| ---------------- | ------------------------- | ----- | --------- | -------- | --------------- | ------------------- | ----------------------- |
| Юдейське царство | 928 — 586 до н. е.        |       | Ізраїль   | Єрусалим | монархія        | давньоєврейська     | юдаїзм                  |
| Юйвень           | III — IV століття         |       | КНР       | ?        | монархія        | давньокитайська     | конфуціанство           |
| Юе               | VI — IV століття до н. е. |       | КНР       | Гоцзі У  | монархія        | давньокитайська, юе | давньокитайська релігія |

## Я
| Назва | Час існування                            | Карта | Територія | Столиця | Форма правління | Мова            | Релігія                     |
| ----- | ---------------------------------------- | ----- | --------- | ------- | --------------- | --------------- | --------------------------- |
| Ямато | 2250/300 — 710                           |       | Японія    |         | монархія        | японська        | буддизм синтоїзм            |
| Ямхад | поч. XVIII ст. — 1280 до н. е.           |       | Сирія     | Халеб   | монархія        | аморейська      | західносемітський політеїзм |
| Янь   | XI ст. — 222 до н. е. 209 — 206 до н. е. |       | КНР       | Цзі     | монархія        | давньокитайська | давньокитайська релігія     |